# Cricqueville-en-Auge

Cricqueville-en-Auge este o comună în departamentul Calvados, Franța. În 2009 avea o populație de 184 de locuitori.